# Peisey-Nancroix
Peisey-Nancroix ist eine französische Gemeinde mit 633 Einwohnern (Stand 1. Januar 2022) im Département Savoie in der Region Auvergne-Rhône-Alpes.

## Geographie
Peisey-Nancroix befindet sich innerhalb der Tarentaise. Es besteht aus den Ortschaften Peisey auf 1320 m und dem 2 km davon entfernten Nancroix in 1450 m Höhe, zusätzlich gibt es eine Reihe weiterer kleinerer Ortschaften. Der höchste Punkt der Gemeinde ist der Gipfel des Mont Pourri in einer Höhe von 3779 m, der sich innerhalb des Nationalparks Vanoise befindet.
Das Tal von Peisey-Nancroix wird auf der Südseite durch das Bergmassiv Bellecôte (3417 m) dominiert.
Mehrere Gebirgsbäche fließen durch das Tal, der größte von ihnen ist der Ponturin, der den Bergsee  Lac de la Plagne durchquert und über mehrere Schluchten bis nach Landry fließt, wo er in die Isère mündet.
|  |  |

## Geschichte
Ende des 17. Jahrhunderts wurde die Barockkirche La Trinité errichtet, die zu den schönsten der Region zählt.
Anfang des 18. Jahrhunderts wurde die barocke Wallfahrtskapelle Notre-Dame des Vernettes erbaut, die in einer Höhe von 1816 m liegt und in einer Stunde zu Fuß aus von Nancroix zu erreichen ist.
Ende des 18. Jahrhunderts wurde mit dem Abbau von Erzen begonnen. Zwischen 1802 und 1815 war Peisey-Nancroix Sitz der École des Mines, einer damals auf Montanwissenschaft spezialisierten Ingenieurhochschule.
Im Jahre 1934 nahm der Ort Peisey offiziell den Namen Peisey-Nancroix an.

## Sport
Peisey-Nancroix bietet im Sommer eine Vielzahl von Wandermöglichkeiten, insbesondere ist der Ort Ausgangspunkt für Wanderungen auf dem GR 5 über Rosuel in den Nationalpark Vanoise.
Der Wintersport hat in Peisey-Nancroix eine lange Tradition. So wurde hier 1948 der erste private Sessellift Frankreichs eröffnet.
Mittlerweile gibt es die Skistation Peisey-Vallandry, die aus den Teilen «Plan Peisey» und dem zur Nachbargemeinde Landry gehörigen «Vallandry» besteht. Peisey-Vallandry bildet zusammen mit Les Arcs und La Plagne den Skipassverbund Paradiski.
Oberhalb von Nancroix an der Departementsstraße D87, am Ufer des Bachs Ponturin nahe dem Weiler „Pont-Baudin“, liegt auf rund 1450 m Höhe das Langlaufzentrum Peisey-Vallandry mit Biathlonstadion und Rollski-Strecken. Im dortigen Skiverein ist der Biathlet Éric Perrot beheimatet.